# Lupin III - Un diamante per sempre
Lupin III - Un diamante per sempre (ルパン三世 お宝返却大作戦！?, Rupan Sansei - Otakara henkyaku daisakusen!, lett. Lupin III - Operazione: ritorna il tesoro!) è il quindicesimo special televisivo giapponese con protagonista Lupin III, il celebre ladro creato da Monkey Punch, trasmesso per la prima volta in Giappone su Nippon Television il 1º agosto 2003.

## Trama
Lupin III deve rimettere a posto gli oggetti rubati dall'amico ladro Mark Williams, morto da poco tempo, entro un tempo prestabilito. In cambio, gli sarà rivelata l'ubicazione del diamante oscuro, un frammento di meteorite che potrebbe condurlo a un leggendario tesoro nascosto nella Sagrada Família dal grande architetto Antoni Gaudí. Lungo il suo viaggio per mezza Europa per rimettere a posto la refurtiva e poter quindi ottenere il diamante oscuro, Lupin conoscerà Anita, nipote di Mark, e dovrà confrontarsi con Ivan Krokovitch, un esponente di spicco della mafia georgiana determinato a sua volta a mettere le mani sul tesoro di Gaudí.

## Doppiaggio
| Personaggio               | Doppiatore originale | Doppiatore italiano |
| ------------------------- | -------------------- | ------------------- |
| Lupin III                 | Kan'ichi Kurita      | Roberto Del Giudice |
| Daisuke Jigen             | Kiyoshi Kobayashi    | Sandro Pellegrini   |
| Fujiko Mine               | Eiko Masuyama        | Alessandra Korompay |
| Goemon Ishikawa XIII      | Makio Inoue          | Antonio Palumbo     |
| Ispettore Koichi Zenigata | Gorō Naya            | Rodolfo Bianchi     |
| Anita Williams            | Rino                 | Monica Ward         |
| Ivan "Rats" Krokovitch    | Kōichi Yamadera      | Gaetano Varcasia    |
| Misha                     | Rei Igarashi         | ?                   |
| Tokarev                   | Kōichi Kitamura      | Toni Orlandi        |
| Carlos                    | Mahito Tsujimura     | Sandro Sardone      |
| Mark Williams             | Jōji Yanami          | Michele Kalamera    |

- Direttore del doppiaggio: Roberto Del Giudice
- Assistente al doppiaggio: Giorgia Brusatori
- Dialoghi italiani: Marina D'Aversa
- Sonorizzazione: Fono Roma
- Mixage: Bruno Frabotta

## Edizioni home video

### DVD
Nel 2006, Yamato Video ha edito lo special in DVD, che contiene:
- Doppiaggio italiano 5.1 DTS
- Doppiaggio italiano 5.1 Dolby Digital
- Doppiaggio italiano 2.0 Stereo
- Doppiaggio giapponese 2.0 Stereo
- Trailer Yamato
- Schede personaggi

Per le edicole è uscito con De Agostini il 27 settembre 2008 e con La Gazzetta dello Sport il 20 gennaio 2012.

### Blu-ray Disc
In Giappone il film è stato rimasterizzato in alta definizione e venduto in formato Blu-ray Disc all'interno della raccolta LUPIN THE BOX - TV Special BD Collection (LUPIN THE BOX ~ TV スペシャルBDコレクション~?).